# Mord an Don Henry und Kevin Ives
Die beiden Teenager Don Henry (* 30. September 1970; † 23. August 1987 in Alexander, Arkansas) und Kevin Ives (* 28. April 1970; † 23. August 1987 in Alexander, Arkansas) wurden am 23. August 1987 im Saline County im US-Bundesstaat Arkansas von einem Zug überfahren. Nachdem der Tod der beiden zuerst als Unfall eingestuft wurde, wurde der Fall nach einer zweite Autopsie als Mordfall eingestuft. Mehrere Untersuchungen führten zu keinem klaren Ergebnis und die Täter wurden nie gefasst. Aufgrund zahlreicher Ungereimtheiten bei den folgenden Ermittlungen, wozu auch der unerklärte Tod mehrerer Zeugen zählte, rankten sich um den medial stark beachteten Fall in der Folgezeit zahlreiche Gerüchte und Verschwörungstheorien. So wurde der Tod der beiden mit dem Drogenhandel im Arkansas der 1980er Jahre durch den CIA-Agenten Barry Seal in Verbindung gebracht, der mit der Iran-Contra-Affäre verbunden gewesen sein soll. Laut Anschuldigungen von Linda Ives, der Mutter von Kevin Ives, wurden die beiden Jungen ermordet, nachdem sie Zeugen von Drogenschmuggel in der Gegend wurden. Die mit der Aufklärung beauftragten staatlichen Stellen hätten die Täter dann geschützt und versucht, den Fall zu vertuschen.

## Der Fall
Am 23. August 1987 gegen 4:00 Uhr morgens entdeckte die Besatzung eines 75 Waggons umfassenden, 6.000 Tonnen schweren Union Pacific-Güterzuges, der mit einer Geschwindigkeit von ca. 80 Kilometer pro Stunde nach Little Rock fuhr, zwei Jungen, die etwa ca. 90 m vor ihnen regungslos auf den Gleisen lagen. Mitglieder der Besatzung gaben außerdem an, dass ihre Körper teilweise von einer grünen Plane bedeckt waren, obwohl die Polizei die Existenz einer solchen Plane bestritt und angeblich keine jemals am Tatort gefunden wurde. Da die beiden Jungen sich nicht bewegten und der Zug nicht rechtzeitig bremsen konnte, überfuhr der Zug sie. In der Nähe befanden sich ein Gewehr und eine Taschenlampe, da beide Jungs gegen Mitternacht ihre Häuser verlassen hatten, um jagen zu gehen. Die erste Autopsie wurde von dem obersten Gerichtsmediziner von Arkansas, Fahmy Malak, durchgeführt. Er stufte den Vorfall als Unfall ein. Laut ihm hätten die beiden Jungen so viel Marihuana geraucht, dass sie das Bewusstsein verloren hätten und dann von dem Zug überfahren wurden. Malak war von Gouverneur Bill Clinton nominiert worden und war schon zuvor aufgrund von fehlerhaften Autopsieberichten kritisiert worden. Die staatlichen Stellen akzeptierten seinen Bericht, aber die Familien der Opfer zweifelten ihn an und setzten sich für eine neue Autopsie ein.
Im März 1988 legte James Garriot aus San Antonio ein zweites Gutachten vor und äußerte sich skeptisch über einen angeblich extremen Marihuanakonsum. Eine zweite Autopsie durch den Gerichtsmediziner Joseph Burton aus Georgia ergab nur einen geringen Konsum von Marihuana. Der Zustand des Blutes der beiden Jungen hatte zudem schon in der ersten Untersuchung darauf hingedeutet, dass beide bereits tot waren, als der Zug sie überfuhrt. Eine Grand Jury stufte die Todesfälle als „wahrscheinlichen Mord“ ein. Als sich herausstellte, dass Don Henrys Hemd Spuren einer Stichwunde im Rücken aufwies und Kevin Ives’ Schädel womöglich von einem Gewehr zerschmettert worden war, wurde der Fall als „definitiver Mord“ eingestuft. Der Anwalt Richard Garrett brachte den Fall im Herbst 1988 mit dem Drogenhandel in Verbindung und gab in der Fernsehsendung Unsolved Mysteries zu Protokoll, die Opfer hätten „etwas gesehen, das sie nicht hätten sehen sollen, und es hatte mit Drogen zu tun.“
Trotz des Drucks der Eltern der Opfer, weigerte sich der Sheriff des Saline County, James H. Steed Jr., den Fall zu untersuchen. Im Februar 1988 traf Dan Harmon, der Anwalt der Eltern und Staatsanwalt des Saline County schließlich eine Vereinbarung mit Steed, dass dieser Ermittlungen aufnimmt, wenn die Eltern ihre Kritik an ihm einstellen. Die folgenden Ermittlungen wurden allerdings augenscheinlich sabotiert und mehrere Zeugen, die vor der Grand Jury zum Fall aussagen sollten, wurden tot aufgefunden. Sheriff Steed soll außerdem darüber gelogen haben, wohin er die Kleidung der toten Jungen zur Untersuchung geschickt hatte. Diese schickte er nämlich an das Arkansas State Crime Lab und nicht, wie vorgesehen, an das Federal Bureau of Investigation (FBI). Auch Harmon verlor bald das Vertrauen der Eltern der Opfer, da er ebenfalls die Aufklärung des Falls behindert haben soll. Das FBI übernahm den Fall 1994, kam jedoch zu keinem Ergebnis und Ermittlungen wurde 1995 angeblich auf politischen Druck eingestellt. Auch die Ermittlungen der Arkansas State Police liefen ins Leere.
Im Jahr 1996 veröffentlichten Linda Ives und der Filmproduzent Patrick Matrisciana den Dokumentarfilm Obstruction of Justice: The Mena Connection, in dem sie schwere Anschuldigungen gegen die Behörden erhoben. Laut dem Film wären die beiden Jungs Zeugen eines Drogendeals geworden und deshalb von zwei lokalen Polizisten ermordet worden. Staatsanwalt Dan Harmon soll ebenfalls beteiligt gewesen sein und hätte später mit Unterstützung der Behörden die Täter gedeckt. Harmon, der die Eltern von Ives und Henry vertreten hatte, wurde 1997 wegen organisierter Kriminalität, Verschwörung, Erpressung und Drogenbesitz mit der Absicht, Drogen zu vertreiben, verhaftet und zu elf Jahren Haft verurteilt. Die beiden beschuldigten Polizisten bestritten jegliche Beteiligung an den Morden und verklagten Matrisciana und seine Filmgesellschaft wegen Verleumdung, woraufhin ein Richter ihnen 600.000 US-Dollar zusprach. Matrisciana legte jedoch erfolgreich Berufung gegen das Urteil ein, das 2001 aufgehoben wurde.
Linda Ives, die sich bis zum Ende ihres Lebens für die Aufklärung des Falles eingesetzt hatte, starb im Juni 2021 in Arkansas.

## Tote Zeugen
Zwischen 1988 und 1990 starben oder verschwanden mindestens fünf Zeugen.
- Keith McKaskle war ein Informant von Dan Harmon und hatte Luftaufnahmen des Tatortes gemacht, er wurde 1988, zwei Tage, nachdem Sheriff Steed seine Wiederwahl als County Sheriff verloren hatte, ermordet
- Keith Cone sollte als Zeuge in dem Fall vor der Grand Jury aussagen und starb Anfang Januar 1989 bei einem Motorradunfall
- Greg Collins, der als ebenfalls als Zeuge vor die Grand Jury geladen war und ein Bekannter von Keith Cone war, starb am 26. Januar 1989 durch drei Schüsse aus einer Schrotflinte
- Daniel “Boonie” Bearden war ein weiterer Zeuge, der im März 1989 spurlos verschwand
- Jeffrey Edward, dessen Leiche im April 1989 auf einer Mülldeponie gefunden wurde, stand ebenfalls mit dem Fall in Verbindung

Die Tode wurden als Morde eingestuft, jedoch kam es zu keinen Verhaftungen.

## Verschwörungstheorien
Die übliche Theorie über den Tod der Jungen geht davon aus, dass diese mit dem Drogenhandel in Verbindung stehen. Die Theorie besagt, dass die Jungen ermordet wurden, nachdem sie Zeugen eines Drogenabwurfs aus einem Flugzeug geworden waren. Dieser Drogenhandel wurde mit den Operationen von Barry Seal und dem Flughafen Mena im Nahe gelegenen Polk County in Verbindung gebracht. Der verschwörungstheoretische Film The Clinton Chronicles von 1994 machte Bill Clinton für den Mord verantwortlich, der damals Gouverneur von Arkansas war und von dem Drogenhandel in seinem Staat gewusst haben soll. Der Vorwurf, dass offizielle Stellen der Fall vertuscht hätten, wurde wiederholt von den Eltern der Opfer erhoben.

## Rezeption
Der Fall bildete 1988 den Inhalt einer Episode der NBC-True-Crime-Serie Unsolved Mysteries.
Die Investigativjournalistin Mara Leveritt veröffentlichte 1999 das Buch The Boys on the Tracks: Death, Denial, and a Mother's Crusade to Bring Her Son's Killers to Justice, welches sich mit dem Fall und der Verwicklung der Behörden in diesen befasst.